# Moenkhausia tridentata
Moenkhausia tridentata är en fiskart som beskrevs av Holly 1929. Moenkhausia tridentata ingår i släktet Moenkhausia och familjen Characidae. Inga underarter finns listade i Catalogue of Life.